# Plaza del Mercado del centro histórico de Varsovia
La Plaza del Mercado del centro histórico de Varsovia (en polaco: Rynek Starego Miasta) es la plaza más céntrica y antigua del centro histórico de Varsovia, capital de Polonia. Inmediatamente después del Alzamiento de Varsovia, fue destruida sistemáticamente por el Ejército alemán. Tras la Segunda Guerra Mundial se restauró a su estado anterior a la guerra.

## Historia

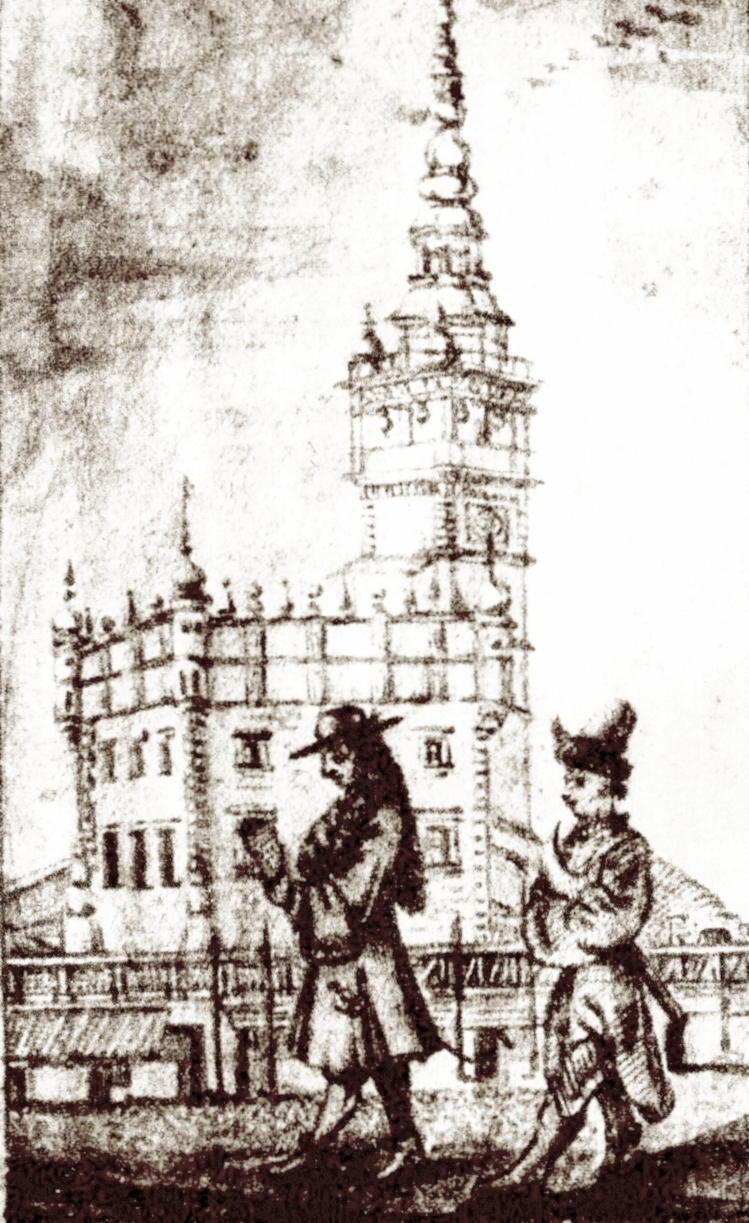
El ayuntamiento en 1701.

La Plaza del Mercado es el corazón del centro histórico, y hasta finales del siglo XVIII era el corazón de todo Varsovia. Se creó a finales del siglo XIII, la misma época en la que se fundó la ciudad. Los representantes de gremios y comerciantes se reunían en el ayuntamiento (construido en la plaza antes de 1429 y demolido en 1817), y se realizaban allí ferias y algunas ejecuciones públicas. Las casas que la rodeaban eran de estilo gótico hasta el gran incendio de 1607, tras el cual se reconstruyeron en estilo renacentista tardío y posteriormente en estilo barroco tardío por Tylman Gamerski en 1701.
El edificio más importante en esta época era el inmenso ayuntamiento, reconstruido en 1580 en estilo manierista polaco por Antoneo de Ralia y reconstruido de nuevo entre 1620 y 1621. La arquitectura de este edificio era similar a la de muchos otros ayuntamientos de Polonia (por ejemplo, el de Szydłowiec). Estaba adornado con áticos y cuatro torres laterales. Su torre del reloj, embellecida con una logia, estaba cubierta con un chapitel bulboso típico de la arquitectura manierista de Varsovia (véase, por ejemplo, el Castillo Real).
El barrio fue dañado por las bombas de la Luftwaffe alemana durante la invasión de Polonia. La antigua Plaza del Mercado se reconstruyó en los años cincuenta, tras haber sido destruida por el Ejército Alemán en la represión del Alzamiento de Varsovia de 1944. Actualmente es una importante atracción turística de la ciudad.

## Descripción
Los edificios actuales fueron reconstruidos entre 1948 y 1953 para que tuvieran el mismo aspecto que en el siglo XVII, cuando residían en ellos ricas familias de comerciantes. La sirena de Varsovia, una escultura de bronce de Konstanty Hegel situada en la plaza, ha sido el símbolo de Varsovia desde 1855.
Para designar los cuatro lados de esta gran plaza (90 por 73 metros) se usaron los nombres de cuatro parlamentarios polacos del siglo XVIII:
- Lado de Dekert (Strona Dekerta), el lado norte (números 28–42), llamado así en honor a Jan Dekert. Alberga el Museo de Historia de Varsovia, cuya entrada está en un edificio llamado "El Negro" (Pod Murzynkiem, nº 36), debido al tradicional letrero encima de la puerta.[12]
- Lado de Barss (Strona Barssa), el lado este (números 2–26), con el Museo Adam Mickiewicz, que honra al poeta polaco del siglo XIX Adam Mickiewicz.[13]
- Lado de Kołłątaj (Strona Hugo Kołłątaja), el lado oeste (números 15–31).[14]
- Lado de Zakrzewski (Strona Zakrzewskiego), el lado sur (números 1–13).[15]

La plaza es mantenida por un personaje popular llamado Wario Wojciech, a quien se le puede ver a menudo con su vestimenta tradicional, que consiste en un traje rojo y una espada curva.